# Santo Bertelli
Pour les articles homonymes, voir Bertelli.
Santo Bertelli (né à Arquata Scrivia le 1er novembre 1840 et mort à Gênes le 6 février 1892) est un peintre paysagiste de l'École grise, un aquafortiste, un graveur et un sculpteur italien.

## Biographie

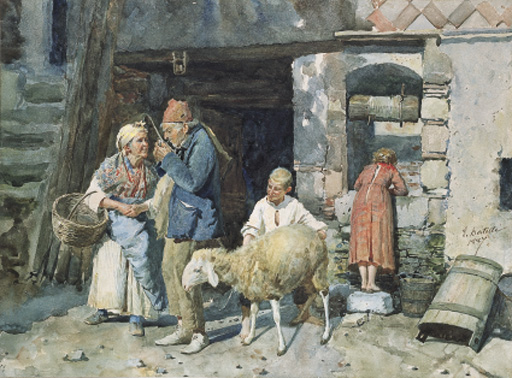
Scène de la vie rustique, 1887.

Né en 1840 à Arquata Scrivia, en Piémont, de Luigia Pessino et du boulanger Domenico Bertelli, Santo Bertelli est destiné, selon les volontés paternelles, à devenir tailleur dans l'atelier de Cesare Quaglia mais, en secret, il se consacre à l'art et au dessin d'après modèle. En 1863, son amour pour l'art convainc son père de l'envoyer dans l'atelier des frères Luigi et Francesco Montecucco, peintres et sculpteurs à Gavi en Ligurie. Grâce aux subventions du marquis Domenico Serra, il fréquente à partir de 1857 l'Accademia ligustica di belle arti de Gênes, où il est l'élève de Giuseppe Frascheri, Raffaello Granara et Giuseppe Isola.
En 1867, à la suite de l'attribution de la bourse « GianLuca Durazzo », il poursuit ses études à l'Accademia di San Luca, de Rome, où il s'installe durant quatre ans. Il est arrêté pour suspicion de complot politique étant présumé proche du républicain Giuseppe Mazzini. Cependant, il parvient à se révéler innocent. Artistiquement, à Rome, il s'impose comme portraitiste,.
De retour à Gênes, avec Benedetto Musso, Antonio Varni, Agostino Fossati et Giuseppe Raggio, il se rapproche de l'École grise, et notamment de son fondateur, Ernesto Rayper qui crée un courant caractérisé par le dépassement des idéaux romantiques pour embrasser un naturalisme convaincu d'origine française.
En 1871, il épouse Angela, fille du maître Luigi Montecucco, avec qui il a sept enfants dont le peintre Giovanni Tito (1879-1946), professeur à l'Accademia ligustica di belle arti.
De retour à Gênes, il est attentif aux nouvelles exigences du réalisme, il se distingue par les compétences acquises dans la réalisation d'excellents portraits à l'huile, très demandés à l'époque. Il réalise également des gravures, ainsi que de nombreuses aquarelles, tant dans des ouvrages que dans des études, où se démontre son aptitude à être scrupuleux dans les détails : des costumes, des physionomies, des lieux. Durant cette période, Bertelli est très actif dans la création de fresques dans de nombreuses églises ligures, dont la cathédrale de cathédrale d'Albenga et l'église de Dalmazzo di Pedona à Savone.
Il meurt à Gênes le 6 février 1892, peu après avoir reçu la distinction de chevalier de l'ordre de la Couronne d'Italie. Un buste lui est dédié sur la place du même nom devant le bâtiment municipal de sa commune natale, ainsi qu'une rue du quartier génois de Sampierdarena.

## Réception critique
Peintre et graveur appartenant à l'École grise, il est un adepte convaincu du réalisme qu'il introduit également dans la peinture religieuse, comme les nombreuses fresques réalisées dans les églises ligures.
Connu pour sa technique particulière, puisqu'il façonnait les personnages en argile pour les reproduire sur plâtre, afin d'étudier leur disposition et de créer des effets d'ombre et de lumière, obtenant ainsi une efficacité plastique et des couleurs claires.
L'Illustrazione popolare estime que depuis Nicolò Barabino, Sante Bertelli est le meilleur peintre moderne de la Ligurie.

## Œuvres principales
- Episodio della vita di Cristoforo Colombo (1865), huile sur toile, Palazzo Doria-Spinola, Gênes ;
- Studio dei Fratelli Montecucco (1872), huile sur toile, collection privée ;
- La scelta dei modelli (1878), huile sur toile, collection privée ;
- Ritratto di giovane donna (1890), huile sur toile, collection privée ;
- Ritratto della marchesa Pallavicini Cambiaso (non datée), huile sur toile, collection privée ;
- Ritratto di Monsignor Oneto (non datée), huile sur toile, collection privée ;
- Ritratto della Marchesa Cambiaso-Petrano (non datée), huile sur toile, collection privée ;
- Ritratto del pittore Francesco Gandolfi (non datée), huile sur toile, Museo dell'Accademia Ligustica di Belle Arti, Gênes ;
- Maschera ubriaca  (non datée), huile sur toile, Pinacoteca di Imperia ;
- Bambine che danno da mangiare a un cieco (non datée), huile sur toile, Galleria d'arte moderna, Gênes.

## Honneur
- Chevalier de l'ordre des Saints-Maurice-et-Lazare[1].